# Бурково (Московская область)

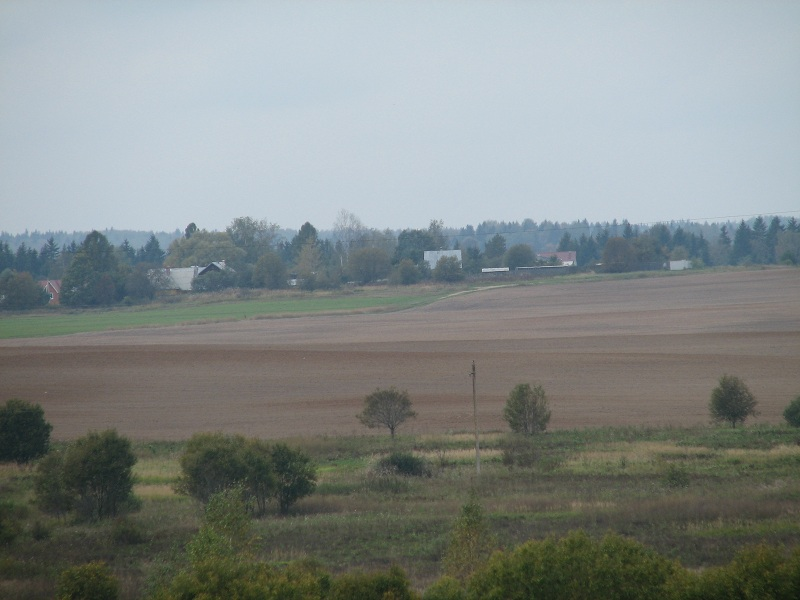

Бурково — деревня в Можайском районе Московской области, в составе городского поселения Уваровка. Численность постоянного населения по Всероссийской переписи 2010 года — 5 человек. До 2006 года Бурково входило в состав Колоцкого сельского округа.
Деревня расположена в центральной части района, на правом берегу малой речки Грязнянка, правого притока реки Колочь, примерно в 7 км к юго-востоку от пгт Уваровка, высота центра над уровнем моря 219 м. Ближайшие населённые пункты — Фёдоровское в 0,8 км на запад и Клемятино в 1,3 км на юг.